# فهرست منابع غذایی دارای ویتامین ئی
فهرست زیر شامل مقدار ویتامین ئی درون منابع غذایی در گوشت و اعضای خوراکی در ردهٔ گاو، گوساله، بره، مرغ، ماکیان (به غیر از مرغ)، آبزیان و همچنین گروه‌های روغن و چربی، لبنیات و مواد غیرلبنی مشابه، تخم ماکیان، خشکبار، حبوبات، غلات، میوه، سبزی و صیفی‌جات، نان و ادویه می‌باشد. مقدار واقعی ویتامین ئی در مواد غذایی همانند نان که در کارخانه‌های مختلف یا مشاغل مرتبط در سراسر جهان تولید می‌شود، به دلیل پارامترهای تأثیرگذار متغیر در تولید محصول، احتمال دارد دارای مغایرت‌های قابل توجهی با مقادیر ذکر شده در جدول باشند. مقادیر موجود در جداول بر اساس زیاد به کم فهرست‌بندی شده‌است.
جداول زیر دارای داده‌های متغیر می‌باشد، بدین مفهوم که با گذر زمان ممکن است داده‌هایی به جدول گروه مواد خوراکی، اضافه شده یا حذف گردد لذا در هیچ زمانی نمی‌توان این مقاله را یک مقاله کامل شده قلمداد کرد.

## گاو

برش گوشت گاو در آمریکا

| ماده غذایی (۱۰۰ گرم)                                                                       | ویتامین ئی (میلی‌گرم) |
| ------------------------------------------------------------------------------------------ | -------------------- |
| مغز، پخته به روش آرام‌پز                                                                    | ۱٫۷                  |
| قلوه‌گاه، استیک، با چربی قابل دید، پخته به روش تفت‌آب‌پزی                                     | ۰٫۷                  |
| جگر، پخته به روش تفت‌آب‌پزی                                                                  | ۰٫۵                  |
| جگر، پخته به روش سرخ‌شده در تابه                                                            | ۰٫۵                  |
| بالاران، قسمت پایین، استیک، با چربی قابل دید، تمام گریدها، پخته به روش تفت‌آب‌پزی            | ۰٫۵                  |
| بالاران، قسمت پایین، استیک، بدون چربی قابل دید، تمام گریدها، پخته به روش تفت‌آب‌پزی          | ۰٫۵                  |
| تاپ سیرلوین، استیک، با چربی قابل دید، پخته با حرارت مستقیم                                 | ۰٫۴                  |
| قلوه‌گاه، استیک، با چربی قابل دید، پخته با حرارت مستقیم                                     | ۰٫۴                  |
| تاپ سیرلوین، استیک، بدون چربی قابل دید، پخته با حرارت مستقیم                               | ۰٫۴                  |
| بالاران، قسمت پایین، با چربی قابل دید، تمام گریدها، پخته به روش برشته‌پزی                   | ۰٫۴                  |
| بالاران، قسمت پایین، بدون چربی قابل دید، تمام گریدها، پخته به روش برشته‌پزی                 | ۰٫۴                  |
| قلوه‌گاه، استیک، بدون چربی قابل دید، پخته با حرارت مستقیم                                   | ۰٫۴                  |
| زبان، پخته به روش آرام‌پز                                                                   | ۰٫۳                  |
| دنده، دنده‌های کوتاه، با چربی قابل دید، پخته به روش تفت‌آب‌پزی                                | ۰٫۳                  |
| دل، پخته به روش آرام‌پز                                                                     | ۰٫۳                  |
| کمر، استیک فیله، بدون استخوان، بدون چربی قابل دید، تمام گریدها، پخته به روش کبابی گریل شده | ۰٫۳                  |
| سرسینه کامل، با چربی قابل دید، تمام گریدها، پخته به روش تفت‌آب‌پزی                           | ۰٫۲                  |
| سرسینه کامل، بدون چربی قابل دید، تمام گریدها، پخته به روش تفت‌آب‌پزی                         | ۰٫۱                  |
| دنده، دنده‌های کوتاه، بدون چربی قابل دید، پخته به روش تفت‌آب‌پزی                              | ۰٫۱                  |
| قلوه‌گاه، استیک، بدون چربی قابل دید، پخته به روش تفت‌آب‌پزی                                   | ۰٫۱                  |
| کمر، استیک فیله، بدون استخوان، با چربی قابل دید، تمام گریدها، پخته به روش کبابی گریل شده   | ۰٫۱                  |
| چرخکرده، فرم همبرگری، ۷۰ درصد گوشت ۳۰ درصد چربی، پخته با حرارت مستقیم                      | ۰٫۱                  |
| گردن، زیر کتف، بدون استخوان، با چربی قابل دید، تمام گریدها، پخته به روش کبابی گریل شده     | ۰٫۱                  |
| قلوه، پخته به روش آرام‌پز                                                                   | ۰٫۱                  |

## گوساله
| ماده غذایی (۱۰۰ گرم)                                                                  | ویتامین ئی (میلی‌گرم) |
| ------------------------------------------------------------------------------------- | -------------------- |
| جگر، پخته به روش تفت‌آب‌پزی                                                             | ۰٫۷                  |
| جگر، پخته به روش سرخ‌شده در تابه                                                       | ۰٫۶                  |
| پا (بخش داخلی پای عقب)، بدون چربی قابل دید، پخته به روش برشته‌پزی                      | ۰٫۶                  |
| پا (بخش داخلی پای عقب)، بدون چربی قابل دید، پخته به روش تفت‌آب‌پزی                      | ۰٫۵                  |
| شانه کامل (بازو و کتف)، بدون چربی قابل دید، پخته به روش برشته‌پزی                      | ۰٫۵                  |
| شانه، بازو، بدون چربی قابل دید، پخته به روش برشته‌پزی                                  | ۰٫۵                  |
| شانه، کتف، بدون چربی قابل دید، پخته به روش برشته‌پزی                                   | ۰٫۵                  |
| پا (بخش داخلی پای عقب)، با چربی قابل دید، پخته به روش برشته‌پزی                        | ۰٫۵                  |
| پا (بخش داخلی پای عقب)، با چربی قابل دید، پخته به روش تفت‌آب‌پزی                        | ۰٫۵                  |
| کمر، بدون چربی قابل دید، پخته به روش برشته‌پزی                                         | ۰٫۵                  |
| شانه، بازو، بدون چربی قابل دید، پخته به روش تفت‌آب‌پزی                                  | ۰٫۵                  |
| شانه، کتف، با چربی قابل دید، پخته به روش برشته‌پزی                                     | ۰٫۵                  |
| شانه کامل (بازو و کتف)، با چربی قابل دید، پخته به روش برشته‌پزی                        | ۰٫۵                  |
| شانه، بازو، با چربی قابل دید، پخته به روش تفت‌آب‌پزی                                    | ۰٫۵                  |
| شانه، بازو، با چربی قابل دید، پخته به روش برشته‌پزی                                    | ۰٫۵                  |
| راسته، بدون چربی قابل دید، پخته به روش برشته‌پزی                                       | ۰٫۵                  |
| شانه کامل (بازو و کتف)، بدون چربی قابل دید، پخته به روش تفت‌آب‌پزی                      | ۰٫۵                  |
| شانه، کتف، بدون چربی قابل دید، پخته به روش تفت‌آب‌پزی                                   | ۰٫۵                  |
| کمر، با چربی قابل دید، پخته به روش برشته‌پزی                                           | ۰٫۴                  |
| شانه، کتف، با چربی قابل دید، پخته به روش تفت‌آب‌پزی                                     | ۰٫۴                  |
| راسته، بدون چربی قابل دید، پخته به روش تفت‌آب‌پزی                                       | ۰٫۴                  |
| راسته، با چربی قابل دید، پخته به روش برشته‌پزی                                         | ۰٫۴                  |
| شانه کامل (بازو و کتف)، باچربی قابل دید، پخته به روش تفت‌آب‌پزی                         | ۰٫۴                  |
| کمر، بدون چربی قابل دید، پخته به روش تفت‌آب‌پزی                                         | ۰٫۴                  |
| پا (بخش داخلی پای عقب)، بدون چربی قابل دید، پخته به روش سرخ شده در تابه (سوخاری نشده) | ۰٫۴                  |
| پا (بخش داخلی پای عقب)، با چربی قابل دید، پخته به روش سرخ شده در تابه (سوخاری نشده)   | ۰٫۴                  |
| راسته، با چربی قابل دید، پخته به روش تفت‌آب‌پزی                                         | ۰٫۴                  |
| کمر، با چربی قابل دید، پخته به روش تفت‌آب‌پزی                                           | ۰٫۴                  |
| دنده، بدون چربی قابل دید، پخته به روش برشته‌پزی                                        | ۰٫۴                  |
| دنده، با چربی قابل دید، پخته به روش برشته‌پزی                                          | ۰٫۴                  |
| دنده، بدون چربی قابل دید، پخته به روش تفت‌آب‌پزی                                        | ۰٫۴                  |
| دنده، با چربی قابل دید، پخته به روش تفت‌آب‌پزی                                          | ۰٫۳                  |
| چرخکرده، پخته به روش سرخ‌شده در تابه                                                   | ۰٫۳                  |
| چرخکرده، پخته با حرارت مستقیم                                                         | ۰٫۲                  |

## بره

برش گوشت گوسفند در بریتانیا

| ماده غذایی (۱۰۰ گرم)                                                              | ویتامین ئی (میلی‌گرم) |
| --------------------------------------------------------------------------------- | -------------------- |
| شانه، بازو، بدون چربی قابل دید، پخته با حرارت مستقیم                              | ۰٫۲                  |
| شانه، کتف، بدون چربی قابل دید، پخته به روش تفت‌آب‌پزی                               | ۰٫۲                  |
| تکه مکعبی برای خورش یا کباب (پا و شانه)، بدون چربی قابل دید، پخته به روش تفت‌آب‌پزی | ۰٫۲                  |
| تکه مکعبی برای خورش یا کباب (پا و شانه)، بدون چربی قابل دید، پخته با حرارت مستقیم | ۰٫۲                  |
| شانه کامل (بازو و کتف)، بدون چربی قابل دید، پخته با حرارت مستقیم                  | ۰٫۲                  |
| شانه کامل، بدون چربی قابل دید، پخته به روش تفت‌آب‌پزی                               | ۰٫۲                  |
| ران پای جلو، با چربی قابل دید، پخته به روش تفت‌آب‌پزی                               | ۰٫۲                  |
| ران پای جلو، بدون چربی قابل دید، پخته به روش تفت‌آب‌پزی                             | ۰٫۲                  |
| پا کامل (ران پای جلو و راسته)، بدون چربی قابل دید، پخته به روش برشته‌پزی           | ۰٫۲                  |
| دنده، بدون چربی قابل دید، پخته با حرارت مستقیم                                    | ۰٫۲                  |
| شانه کامل (کتف و بازو)، بدون چربی قابل دید، پخته به روش برشته‌پزی                  | ۰٫۲                  |
| شانه، بازو، بدون چربی قابل دید، پخته به روش تفت‌آب‌پزی                              | ۰٫۲                  |
| شانه، کتف، بدون چربی قابل دید، پخته به روش برشته‌پزی                               | ۰٫۲                  |
| شانه، بازو، بدون چربی قابل دید، پخته به روش برشته‌پزی                              | ۰٫۲                  |
| شانه، کتف، بدون چربی قابل دید، پخته با حرارت مستقیم                               | ۰٫۲                  |
| شانه، کتف، با چربی قابل دید، پخته به روش تفت‌آب‌پزی                                 | ۰٫۲                  |
| شانه کامل، با چربی قابل دید، پخته به روش تفت‌آب‌پزی                                 | ۰٫۲                  |
| کمر، بدون چربی قابل دید، پخته به روش برشته‌پزی                                     | ۰٫۲                  |
| کمر، بدون چربی قابل دید، پخته با حرارت مستقیم                                     | ۰٫۲                  |
| شانه کامل، با چربی قابل دید، پخته با حرارت مستقیم                                 | ۰٫۲                  |
| دنده، بدون چربی قابل دید، پخته به روش برشته‌پزی                                    | ۰٫۲                  |
| پا کامل (ران پای جلو و راسته)، با چربی قابل دید، پخته به روش برشته‌پزی             | ۰٫۲                  |
| شانه، بازو، با چربی قابل دید، پخته به روش تفت‌آب‌پزی                                | ۰٫۲                  |
| شانه، کتف، با چربی قابل دید، پخته با حرارت مستقیم                                 | ۰٫۲                  |
| شانه، بازو، با چربی قابل دید، پخته به روش برشته‌پزی                                | ۰٫۱                  |
| شانه کامل (کتف و بازو)، با چربی قابل دید، پخته به روش برشته‌پزی                    | ۰٫۱                  |
| شانه، کتف، با چربی قابل دید، پخته به روش برشته‌پزی                                 | ۰٫۱                  |
| چرخکرده، پخته با حرارت مستقیم                                                     | ۰٫۱                  |
| کمر، با چربی قابل دید، پخته با حرارت مستقیم                                       | ۰٫۱                  |
| شانه، بازو، با چربی قابل دید، پخته با حرارت مستقیم                                | ۰٫۱                  |
| دنده، با چربی قابل دید، پخته با حرارت مستقیم                                      | ۰٫۱                  |
| کمر، با چربی قابل دید، پخته به روش برشته‌پزی                                       | ۰٫۱                  |
| دنده، با چربی قابل دید، پخته به روش برشته‌پزی                                      | ۰٫۱                  |

## مرغ

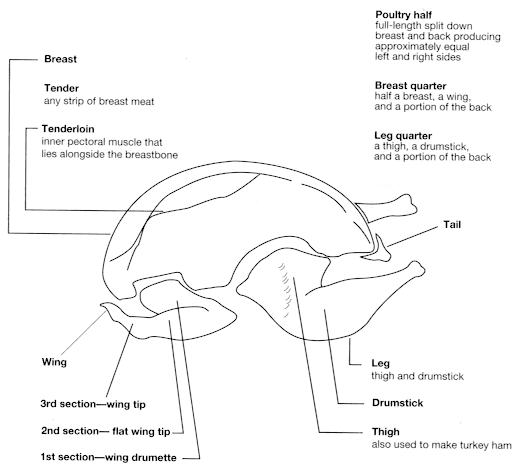
تقسیم‌بندی برش گوشت ماکیان طبق شیوه وزارت کشاورزی ایالات متحده آمریکا

| ماده غذایی (۱۰۰ گرم)                                                               | ویتامین ئی (میلی‌گرم) |
| ---------------------------------------------------------------------------------- | -------------------- |
| سینه با پوست، جوجه گوشتی یا مرغ جوان مناسب سرخ کردن، پخته، سرخ شده با روکش خمیرابه | ۱٫۱                  |
| جگر، آرام‌پز                                                                        | ۰٫۸                  |
| بال با پوست، جوجه گوشتی یا مرغ جوان مناسب سرخ کردن، پخته به روش برشته‌پزی           | ۰٫۷                  |
| سینه، فقط گوشت، جوجه گوشتی یا مرغ جوان مناسب سرخ کردن، پخته، سرخ‌شده                | ۰٫۴                  |
| سینه، فقط گوشت، جوجه گوشتی، پخته به روش باربیکیو با جوجه‌گردان                      | ۰٫۳                  |
| سینه با پوست، جوجه گوشتی یا مرغ جوان مناسب سرخ کردن، پخته به روش خورش              | ۰٫۳                  |
| ساق ران با پوست، جوجه گوشتی یا مرغ جوان مناسب سرخ کردن، پخته به روش خورش           | ۰٫۳                  |
| سینه، فقط گوشت، جوجه گوشتی یا مرغ جوان مناسب سرخ کردن، پخته به روش برشته‌پزی        | ۰٫۳                  |
| سینه، فقط گوشت، جوجه گوشتی یا مرغ جوان مناسب سرخ کردن، پخته به روش خورش            | ۰٫۳                  |
| ران کامل، فقط گوشت، جوجه گوشتی یا مرغ جوان مناسب سرخ کردن، پخته به روش خورش        | ۰٫۳                  |
| مغز ران با پوست، جوجه گوشتی یا مرغ جوان مناسب سرخ کردن، پخته به روش خورش           | ۰٫۳                  |
| بال، فقط گوشت، جوجه گوشتی یا مرغ جوان مناسب سرخ کردن، پخته به روش برشته‌پزی         | ۰٫۳                  |
| ران کامل با پوست، جوجه گوشتی یا مرغ جوان مناسب سرخ کردن، پخته به روش خورش          | ۰٫۳                  |
| مغز ران، فقط گوشت، جوجه گوشتی یا مرغ جوان مناسب سرخ کردن، پخته به روش خورش         | ۰٫۳                  |
| بال با پوست، جوجه گوشتی یا مرغ جوان مناسب سرخ کردن، پخته به روش خورش               | ۰٫۳                  |
| سنگدان، آرام‌پز                                                                     | ۰٫۲                  |
| ران کامل با پوست، جوجه گوشتی یا مرغ جوان مناسب سرخ کردن، پخته به روش برشته‌پزی      | ۰٫۲                  |
| ساق ران با پوست، جوجه گوشتی یا مرغ جوان مناسب سرخ کردن، پخته به روش برشته‌پزی       | ۰٫۲                  |
| مغز ران با پوست، جوجه گوشتی یا مرغ جوان مناسب سرخ کردن، پخته به روش برشته‌پزی       | ۰٫۲                  |
| مغز ران، فقط گوشت، جوجه گوشتی یا مرغ جوان مناسب سرخ کردن، پخته به روش برشته‌پزی     | ۰٫۲                  |
| ران کامل، فقط گوشت، جوجه گوشتی یا مرغ جوان مناسب سرخ کردن، پخته به روش برشته‌پزی    | ۰٫۲                  |

## ماکیان (به غیر از مرغ)
| ماده غذایی (۱۰۰ گرم)                            | ویتامین ئی (میلی‌گرم) |
| ----------------------------------------------- | -------------------- |
| غاز اهلی، گوشت و پوست، پخته به روش برشته‌پزی     | ۱٫۷                  |
| مرغابی اهلی، گوشت و پوست، پخته به روش برشته‌پزی  | ۰٫۷                  |
| مرغابی اهلی، گوشت، پخته به روش برشته‌پزی         | ۰٫۷                  |
| بلدرچین                                         | ۰٫۷                  |
| بوقلمون، پا، گوشت و پوست، پخته به روش برشته‌پزی  | ۰٫۶                  |
| قرقاول، پخته                                    | ۰٫۳                  |
| شترمرغ، قسمت استریپ (strip) داخلی، پخته         | ۰٫۲                  |
| شترمرغ، قسمت استریپ بیرونی، پخته                | ۰٫۲                  |
| شترمرغ، قسمت صدفی، پخته                         | ۰٫۲                  |
| شترمرغ، قسمت تیپ (tip) با حذف چربی‌ها، پخته      | ۰٫۲                  |
| شترمرغ، قسمت تاپ لوین، پخته                     | ۰٫۲                  |
| شترمرغ، قسمت داخلی پا، پخته                     | ۰٫۲                  |
| بوقلمون، بال، گوشت و پوست، پخته به روش برشته‌پزی | ۰٫۲                  |
| بوقلمون، جگر، پخته به روش آرام‌پز                | ۰٫۲                  |
| بوقلمون، دل، پخته به روش آرام‌پز                 | ۰٫۱                  |
| بوقلمون، چرخ‌کرده، پخته                          | ۰٫۱                  |
| بوقلمون، سنگدان، پخته به روش آرام‌پز             | ۰٫۱                  |
| بوقلمون، گوشت سفید، پخته به روش برشته‌پزی        | ۰٫۱                  |

## آبزیان
| ماده غذایی (۱۰۰ گرم)                                    | ویتامین ئی (میلی‌گرم) |
| ------------------------------------------------------- | -------------------- |
| قزل‌آلای رنگین‌کمان پرورشی، پخته تحت حرارت خشک            | ۲٫۸                  |
| شمشیرماهی، پخته تحت حرارت خشک                           | ۲٫۴                  |
| تن، سفید، کنسرو شده در روغن                             | ۲٫۳                  |
| میگو، پخته تحت حرارت مرطوب، با ادویه مخلوط شده          | ۲٫۲                  |
| ساردین آتلانتیک، کنسرو در روغن، بااستخوان               | ۲                    |
| خاویار، سیاه و قرمز، دانه‌دانه                           | ۱٫۹                  |
| صدف چروک شرقی، وحشی (غیر پرورشی)، پخته تحت حرارت مرطوب  | ۱٫۷                  |
| شاه‌ماهی اطلسی، پخته تحت حرارت خشک                       | ۱٫۴                  |
| صدف چروک شرقی، وحشی (غیر پرورشی)، پخته تحت حرارت خشک    | ۱٫۳                  |
| سالمون آتلانتیک، پرورشی، پخته تحت حرارت خشک             | ۱٫۱                  |
| لابستر شمالی، پخته تحت حرارت مرطوب                      | ۱                    |
| سالمون کوهو وحشی (غیر پرورشی)، پخته تحت حرارت خشک       | ۰٫۹                  |
| تن نوع لایت، کنسرو شده در روغن                          | ۰٫۹                  |
| کاد آتلانتیک، پخته تحت حرارت خشک                        | ۰٫۸                  |
| تیلاپیا، پخته تحت حرارت خشک                             | ۰٫۸                  |
| کفشک‌ماهی (گونه‌های کفشک و ماهی حلوا)، پخته تحت حرارت خشک | ۰٫۸                  |
| لوزی‌ماهی اطلس، پخته تحت حرارت خشک                       | ۰٫۷                  |
| خاویاری، پخته تحت حرارت خشک، با ادویه مخلوط شده         | ۰٫۶                  |
| روغن‌ماهی کوچک، پخته تحت حرارت خشک                       | ۰٫۶                  |
| سالمون صورتی، پخته تحت حرارت خشک                        | ۰٫۵                  |
| تن زرد باله، پخته تحت حرارت خشک                         | ۰٫۳                  |

## روغن و چربی
| ماده غذایی (۱۰۰ گرم)                                         | ویتامین ئی (میلی‌گرم) |
| ------------------------------------------------------------ | -------------------- |
| روغن جوانۀ گندم                                              | ۱۴۹٫۴                |
| روغن فندق                                                    | ۴۷٫۲                 |
| روغن آفتابگردان، لینولئیک (کمتر از ۶۰ درصد)                  | ۴۱٫۱                 |
| روغن آفتابگردان، لینولئیک متوسط (حدود ۶۵ درصد)               | ۴۱٫۱۴                |
| روغن آفتابگردان، لینولئیک بالا (بیش از ۷۰ درصد)              | ۴۱٫۱                 |
| روغن بادام                                                   | ۳۹٫۲                 |
| روغن پنبه‌دانه، مخصوص سالاد یا پخت‌وپز                         | ۳۵٫۳                 |
| روغن گلرنگ، مخصوص سالاد یا پخت‌وپز، لینولئیک (بیش از ۷۰ درصد) | ۳۴٫۱                 |
| روغن سبوس برنج                                               | ۳۲٫۳                 |
| روغن هسته انگور                                              | ۲۸٫۸                 |
| روغن کانولا                                                  | ۱۷٫۵                 |
| روغن پالم                                                    | ۱۵٫۹                 |
| روغن بادام زمینی، مخصوص سالاد یا پخت‌وپز                      | ۱۵٫۷                 |
| روغن جو دوسر                                                 | ۱۴٫۴                 |
| روغن زیتون، مخصوص سالاد یا پخت‌وپز                            | ۱۴٫۴                 |
| روغن ذرت، مخصوص سالاد یا پخت‌وپز                              | ۱۴٫۳                 |
| روغن سویا، مخصوص سالاد یا پخت‌وپز                             | ۸٫۲                  |
| روغن هسته زردآلو                                             | ۴                    |
| روغن هسته پالم                                               | ۳٫۸                  |
| پیه گوسفند                                                   | ۲٫۸                  |
| پیه گاو                                                      | ۲٫۷                  |
| چربی مرغ                                                     | ۲٫۷                  |
| کره کاکائو                                                   | ۱٫۸                  |
| روغن کنجد، مخصوص سالاد یا پخت‌وپز                             | ۱٫۴                  |
| چربی خوک                                                     | ۰٫۶                  |
| روغن گردو                                                    | ۰٫۴                  |
| روغن نارگیل                                                  | ۰٫۱                  |

## لبنیات و مواد غیرلبنی مشابه
| ماده غذایی (۱۰۰ گرم)                                                   | ویتامین ئی (میلی‌گرم) |
| ---------------------------------------------------------------------- | -------------------- |
| کره بادام، ساده، دارای نمک                                             | ۲۴٫۲                 |
| کره تخمه آفتابگردان، دارای نمک                                         | ۲۲٫۹                 |
| کره بادام زمینی، نوع نرم، دارای نمک                                    | ۹٫۱                  |
| کره بادام زمینی، دارای تکه‌های خرد شده ریز، دارای نمک                   | ۶٫۳                  |
| کره دارای نمک                                                          | ۲٫۳                  |
| کره بی نمک                                                             | ۲٫۳                  |
| پودر جایگزین خامه                                                      | ۱٫۳                  |
| پنیر خامه‌ای                                                            | ۰٫۹                  |
| پنیر آمریکایی پاستوریزه بدون ویتامین دی افزودنی                        | ۰٫۸                  |
| پنیر چدار                                                              | ۰٫۷                  |
| پنیر سوئیسی                                                            | ۰٫۶                  |
| شیر کامل، خشک (پودر)، بدون افرودنی ویتامین دی                          | ۰٫۶                  |
| شیر کامل، خشک (پودر)، غنی شده با ویتامین دی                            | ۰٫۶                  |
| پنیر پارمسان رنده شده                                                  | ۰٫۵                  |
| پنیر سوئیسی کم سدیم                                                    | ۰٫۴                  |
| خامه ترش، پرورشی                                                       | ۰٫۴                  |
| پنیر پارمسان کم سدیم                                                   | ۰٫۳                  |
| پنیر آمریکایی پاستوریزه کم‌چرب                                          | ۰٫۳                  |
| پنیر آمریکایی بی‌چرب                                                    | ۰٫۳                  |
| بلوچیز                                                                 | ۰٫۳                  |
| بستنی شکلاتی                                                           | ۰٫۳                  |
| بستنی وانیلی                                                           | ۰٫۳                  |
| مایه جایگزین خامه، لایت                                                | ۰٫۳                  |
| ارده، از دانه‌های برشته شده و تفت داده شده (بیشتریت نوع مصرفی)          | ۰٫۳                  |
| پنیر ادامر                                                             | ۰٫۲                  |
| پنیر گودا                                                              | ۰٫۲                  |
| پنیر رومانو                                                            | ۰٫۲                  |
| پنیر پارمسان سفت                                                       | ۰٫۲                  |
| پنیر کامامبر                                                           | ۰٫۲                  |
| پنیر موتزارلا تهیه شده با شیر کامل                                     | ۰٫۲                  |
| پنیر فتا                                                               | ۰٫۲                  |
| شیر نارگیل طبیعی (شیر چلانده شده از مایع و گوشت رنده شده نارگیل)       | ۰٫۲                  |
| پنیر موتزارلا، بدون چربی                                               | ۰٫۱                  |
| پنیر ریکوتا، تهیه شده با شیر کامل                                      | ۰٫۱                  |
| پنیر کوتاژ خامه‌ای                                                      | ۰٫۱                  |
| پنیر کوتاژ کم‌چرب، دو درصد چربی                                         | ۰٫۱                  |
| پنیر سوئیسی کم چرب                                                     | ۰٫۱                  |
| شیر سویا، اورجینال و وانیلی، بدون مواد افزودنی                         | ۰٫۱                  |
| شیر انسان                                                              | ۰٫۱                  |
| شیر کم سدیم                                                            | ۰٫۱                  |
| شیر کاکائو از شیر کامل، کارخانه‌ای، غنی شده با ویتامین آ و دی           | ۰٫۱                  |
| شیر با چربی کامل (۳/۲ درصد چربی)                                       | ۰٫۱                  |
| شیر با چربی کامل (۳/۲ درصد چربی)، غنی شده با ویتامین دی                | ۰٫۱                  |
| شیر بز، غنی شده با ویتامین دی                                          | ۰٫۱                  |
| ماست ساده، تهیه شده از شیر کامل                                        | ۰٫۱                  |
| ماست یونانی کم چرب                                                     | ۰                    |
| ماست ساده بدون چربی                                                    | ۰                    |
| ماست ساده کم‌چرب                                                        | ۰                    |
| کفیر ساده کم چرب، برند لایف‌وی (LIFEWAY)                                | ۰                    |
| ماست یونانی بدون چربی                                                  | ۰                    |
| آب‌پنیر شیرین، خشک شده                                                  | ۰                    |
| آب‌پنیر ترش، خشک شده                                                    | ۰                    |
| پنیر کوتاژ کم‌چرب، یک درصد چربی                                         | ۰                    |
| شیر کاکائو کم‌چرب، کارخانه‌ای، غنی شده با ویتامین آ و دی                 | ۰                    |
| شیر کاکائو بدون چربی، غنی شده با ویتامین آ و دی                        | ۰                    |
| شیر دو درصد چربی                                                       | ۰                    |
| شیر دو درصد چربی، غنی شده با ویتامین آ و دی                            | ۰                    |
| شیر یک درصد چربی، غنی شده با ویتامین آ و دی                            | ۰                    |
| شیر بدون چربی، غنی شده با ویتامین آ و دی                               | ۰                    |
| شیر، نوشیدنی شکلات، کاکائو داغ، خانگی                                  | ۰                    |
| شیر بدون چربی، خشک (پودر)، فوری (instant)، بدون افرودنی ویتامین آ و دی | ۰                    |
| شیر بدون چربی                                                          | ۰                    |
| شیر یک درصد چربی                                                       | ۰                    |
| شیر کاکائو سویا، بدون مواد افزودنی                                     | ۰                    |
| شیر بدون چربی، خشک (پودر)، معمولی، بدون افرودنی ویتامین آ و دی         | ۰                    |
| شیرکاکائو کم چربی، غنی شده با ویتامین آ و دی                           | ۰                    |

## تخم ماکیان
| ماده غذایی (۱۰۰ گرم)                  | ویتامین ئی (میلی‌گرم) |
| ------------------------------------- | -------------------- |
| زرده تخم‌مرغ، خشک شده                  | ۴٫۸                  |
| تخم‌مرغ کامل، خشک شده                  | ۳٫۹                  |
| زرده تخم مرغ، خام                     | ۲٫۶                  |
| تخم اردک، خام                         | ۱٫۳                  |
| تخم‌مرغ کامل، سرخ‌شده                   | ۱٫۳                  |
| تخم‌مرغ کامل، پخته به روش املت         | ۱٫۳                  |
| تخم غاز، خام                          | ۱٫۳                  |
| پودر جانشین تخم‌مرغ                    | ۱٫۳                  |
| تخم‌مرغ کامل، پخته به روش تخم‌مرغ هم‌زده | ۱٫۲                  |
| تخم بلدرچین، خام                      | ۱٫۱                  |
| تخم‌مرغ کامل، خام                      | ۱٫۱                  |
| تخم‌مرغ کامل، پخته به روش تنگاب‌پز      | ۱                    |
| تخم‌مرغ کامل، آب‌پز سفت (Hard Boiled)   | ۱                    |
| سفیده تخم‌مرغ، خام                     | ۰                    |
| سفیده تخم‌مرغ، خشک شده                 | ۰                    |

## خشکبار
| ماده غذایی (۱۰۰ گرم)                      | ویتامین ئی (میلی‌گرم) |
| ----------------------------------------- | -------------------- |
| تخمه آفتاب‌گردان، مغز، برشته‌شده با روغن    | ۳۶٫۳                 |
| تخمه آفتاب‌گردان، مغز، خشک‌شده              | ۳۵٫۲                 |
| تخمه آفتاب‌گردان، مغز، برشته‌شده به روش خشک | ۲۶٫۱                 |
| بادام، برشته‌شده با روغن                   | ۲۶                   |
| بادام                                     | ۲۵٫۶                 |
| بادام، برشته‌شده به روش خشک                | ۲۳٫۹                 |
| فندق، برشته‌شده به روش خشک                 | ۱۵٫۳                 |
| فندق                                      | ۱۵                   |
| دانه کاج خشک‌شده                           | ۹٫۳                  |
| بادام زمینی                               | ۸٫۳                  |
| بادام زمینی، برشته‌شده با روغن             | ۶٫۹                  |
| بادام زمینی، برشته‌شده به روش خشک          | ۴٫۹                  |
| بادام زمینی، پخته به روش آب‌پز             | ۴٫۱                  |
| پسته خام                                  | ۲٫۹                  |
| تخم‌کدو، مغز، خشک‌شده                       | ۲٫۲                  |
| پسته، برشته‌شده به روش خشک                 | ۲٫۲                  |
| گردو سیاه، خشک‌شده                         | ۲٫۱                  |
| بادام هندی، برشته‌شده با روغن              | ۰٫۹                  |
| بادام هندی، برشته‌شده به روش خشک           | ۰٫۹                  |
| بادام هندی خام                            | ۰٫۹                  |
| گردو                                      | ۰٫۷                  |
| تخم‌کدو نمکی، مغز، برشته‌شده                | ۰٫۶                  |
| شاه‌بلوط اروپایی، برشته‌شده                 | ۰٫۵                  |
| آلو بخارا، نپخته                          | ۰٫۴                  |
| انجیر خشک‌شده                              | ۰٫۴                  |
| تخم کتان                                  | ۰٫۳                  |
| دانه کنجد کامل، خشک‌شده                    | ۰٫۳                  |
| کشمش سیاه بی‌دانه                          | ۰٫۱                  |
| کشمش طلایی رنگ، بی‌دانه                    | ۰٫۱                  |

## حبوبات
| ماده غذایی (۱۰۰ گرم)                  | ویتامین ئی (میلی‌گرم) |
| ------------------------------------- | -------------------- |
| لوبیا چیتی پخته، آب‌پز                 | ۰٫۹                  |
| لوبیا سفید پخته، آب‌پز                 | ۰٫۹                  |
| لوبیا سیاه پخته، آب‌پز                 | ۰٫۹                  |
| لوبیا سیاه لاک‌پشتی پخته، آب‌پز         | ۰٫۹                  |
| لوبیا قرمز پخته، آب‌پز                 | ۰٫۹                  |
| سویا، خام                             | ۰٫۹                  |
| سویا پخته، آب‌پز، بی نمک               | ۰٫۴                  |
| نخود پخته، آب‌پز                       | ۰٫۴                  |
| لوبیا چشم‌بلبلی پخته، آب‌پز             | ۰٫۳                  |
| ماش پخته، آب‌پز                        | ۰٫۲                  |
| عدس پخته، آب‌پز                        | ۰٫۱                  |
| لوبیا قرمز پخته، آب‌پز                 | ۰                    |
| لپه پخته، آب‌پز                        | ۰                    |
| لوبیا سفید ریز (Navy bean) پخته، آب‌پز | ۰                    |

## غلات و مواد غذایی مرتبط
| ماده غذایی (۱۰۰ گرم)                          | ویتامین ئی (میلی‌گرم) |
| --------------------------------------------- | -------------------- |
| سبوس برنج، خام                                | ۴٫۹                  |
| آرد سویا، پرچرب                               | ۲                    |
| سبوس گندم، خام                                | ۱٫۵                  |
| سبوس جو دوسر                                  | ۱                    |
| آرد نخودچی                                    | ۰٫۸                  |
| آرد گندم از دانه کامل                         | ۰٫۷                  |
| آرد جو دوسر                                   | ۰٫۷                  |
| آرد برنج قهوه‌ای                               | ۰٫۶                  |
| آرد جو                                        | ۰٫۶                  |
| آرد مالت جو                                   | ۰٫۶                  |
| جو پوست کنده                                  | ۰٫۶                  |
| آرد سویا، کم‌چرب                               | ۰٫۶                  |
| آرد ذرت سفید تهیه شده از دانه کامل ذرت        | ۰٫۴                  |
| آرد ذرت زرد تهیه شده از دانه کامل ذرت         | ۰٫۴                  |
| آرد سیب‌زمینی                                  | ۰٫۳                  |
| ماکارونی سبزیجات غنی شده، پخته                | ۰٫۲                  |
| برنج قهوه‌ای دانه بلند، پخته                   | ۰٫۲                  |
| آرد سویا، فاقد چربی                           | ۰٫۱                  |
| آرد برنج سفید                                 | ۰٫۱                  |
| پاستای غنی شده، پخته شده همراه با نمک افزودنی | ۰٫۱                  |
| برنج سفید دانه بلند معمولی، غنی نشده، پخته    | ۰                    |
| برنج سفید دانه بلند معمولی، غنی شده، پخته     | ۰                    |
| نودل برنج، پخته                               | ۰                    |
| بلغور، پخته                                   | ۰                    |

## میوه
| ماده غذایی (۱۰۰ گرم)                                         | ویتامین ئی (میلی‌گرم) |
| ------------------------------------------------------------ | -------------------- |
| آووکادو                                                      | ۲٫۱                  |
| زیتون کنسروی (اندازه زیتون کوچک تا خیلی بزرگ)                | ۱٫۷                  |
| کیوی سبز                                                     | ۱٫۵                  |
| کرنبری                                                       | ۱٫۳                  |
| تمشک سیاه                                                    | ۱٫۲                  |
| انگورفرنگی سیاه                                              | ۱                    |
| انبه                                                         | ۰٫۹                  |
| زردآلو                                                       | ۰٫۹                  |
| تمشک                                                         | ۰٫۹                  |
| توت                                                          | ۰٫۹                  |
| شلیل                                                         | ۰٫۸                  |
| خرمالوی ژاپنی                                                | ۰٫۷                  |
| هلو زرد                                                      | ۰٫۷                  |
| انار                                                         | ۰٫۶                  |
| بلوبری                                                       | ۰٫۶                  |
| نارگیل، قسمت گوشتی، خشکشده                                   | ۰٫۴                  |
| پاپایا                                                       | ۰٫۳                  |
| توت‌فرنگی                                                     | ۰٫۳                  |
| آلو                                                          | ۰٫۳                  |
| نارگیل، قسمت گوشتی                                           | ۰٫۲                  |
| لیموی شیراز                                                  | ۰٫۲                  |
| نارنگی                                                       | ۰٫۲                  |
| انگور قرمز یا سبز، (نوع اروپایی همانند انگور بیدانه تامپسون) | ۰٫۲                  |
| پرتقال                                                       | ۰٫۲                  |
| سیب باپوست                                                   | ۰٫۲                  |
| لیموترش بدون پوست                                            | ۰٫۲                  |
| کام‌کوات                                                      | ۰٫۲                  |
| گریپ‌فروت صورتی و قرمز                                        | ۰٫۱                  |
| گریپ‌فروت، سفید                                               | ۰٫۱                  |
| گلابی آسیایی                                                 | ۰٫۱                  |
| گلابی                                                        | ۰٫۱                  |
| تمر هندی                                                     | ۰٫۱                  |
| انجیر                                                        | ۰٫۱                  |
| آلبالو                                                       | ۰٫۱                  |
| موز                                                          | ۰٫۱                  |
| گیلاس شیرین                                                  | ۰٫۱                  |
| سیب بی‌پوست                                                   | ۰٫۱                  |
| گرمک                                                         | ۰٫۱                  |
| هندوانه                                                      | ۰٫۱                  |
| سرخالو                                                       | ۰٫۱                  |
| خیار با پوست                                                 | ۰                    |
| خیار بی‌پوست                                                  | ۰                    |
| آناناس                                                       | ۰                    |
| طالبی                                                        | ۰                    |

## سبزی و صیفی جات
| ماده غذایی (۱۰۰ گرم)                                      | ویتامین ئی (میلی‌گرم) |
| --------------------------------------------------------- | -------------------- |
| فلفل دلمه‌ای قرمز، تفت داده شده                            | ۳٫۱                  |
| برگ شلغم (Turnip greens) خام                              | ۲٫۹                  |
| کلم بروکلی راب، پخته شده                                  | ۲٫۵                  |
| برگ گشنیز خام                                             | ۲٫۵                  |
| کولارد خام                                                | ۲٫۳                  |
| برگ کاسنی (Chicory greens) خام                            | ۲٫۳                  |
| اسفناج پخته به روش آب‌پز                                   | ۲٫۱                  |
| اسفناج خام                                                | ۲                    |
| برگ مو                                                    | ۲                    |
| خردل چینی خام                                             | ۲                    |
| برگ چغندر سوییسی خام                                      | ۱٫۹                  |
| برگ چغندر سوییسی، پخته به روش آب‌پز                        | ۱٫۹                  |
| برگ شلغم، پخته به روش آب‌پز                                | ۱٫۹                  |
| برگ چغندر (Beet greens)، پخته به روش آب‌پز                 | ۱٫۸                  |
| خردل چینی، پخته به روش آب‌پز                               | ۱٫۸                  |
| کلم بروکلی راب خام                                        | ۱٫۶                  |
| فلفل دلمه‌ای قرمز خام                                      | ۱٫۶                  |
| برگ چغندر خام                                             | ۱٫۵                  |
| مارچوبه، پخته به روش آب‌پز                                 | ۱٫۵                  |
| کلم بروکلی پخته به روش آب‌پز                               | ۱٫۵                  |
| فلفل دلمه‌ای سبز، تفت داده شده                             | ۱٫۴                  |
| مارچوبه خام                                               | ۱٫۱                  |
| هویج، پخته به روش آب‌پز                                    | ۱                    |
| سیب‌زمینی شیرین، پخته به روش آب‌پز                          | ۰٫۹                  |
| تره‌فرنگی، خام                                             | ۰٫۹                  |
| کلم فندقی خام                                             | ۰٫۹                  |
| کولارد پخته به روش آب‌پز                                   | ۰٫۹                  |
| ریحان تازه                                                | ۰٫۸                  |
| کدو تنبل، پخته به روش آب‌پز                                | ۰٫۸                  |
| کلم بروکلی خام                                            | ۰٫۸                  |
| جعفری تازه                                                | ۰٫۸                  |
| سیب‌زمینی شیرین بدون پوست، پخته به روش تنوری با پوست       | ۰٫۷                  |
| شاهی خام                                                  | ۰٫۷                  |
| فلفل خیلی تند سبز خام                                     | ۰٫۷                  |
| فلفل خیلی تند قرمز خام                                    | ۰٫۷                  |
| پیاز زرد تفت داده شده                                     | ۰٫۷                  |
| هویج خام                                                  | ۰٫۷                  |
| گوجه‌فرنگی قرمز پخته                                       | ۰٫۶                  |
| پیازچه خام                                                | ۰٫۶                  |
| گوجه‌فرنگی قرمز خام                                        | ۰٫۵                  |
| کلم قمری، پخته به روش آب‌پز                                | ۰٫۵                  |
| تره‌فرنگی، پخته به روش آب‌پز                                | ۰٫۵                  |
| شاهی، پخته به روش آب‌پز                                    | ۰٫۵                  |
| فلفل دلمه‌ای سبز، پخته به روش آب‌پز                         | ۰٫۵                  |
| دانه ذرت زرد                                              | ۰٫۵                  |
| کلم قمری خام                                              | ۰٫۵                  |
| لوبیا سبز، پخته به روش آب‌پز                               | ۰٫۵                  |
| کلم فندقی، پخته به روش آب‌پز                               | ۰٫۴                  |
| بادنجان، پخته به روش آب‌پز                                 | ۰٫۴                  |
| لوبیا سبز خام                                             | ۰٫۴                  |
| فلفل دلمه‌ای سبز خام                                       | ۰٫۴                  |
| کرفس، پخته به روش آب‌پز                                    | ۰٫۴                  |
| سیب‌زمینی هندی، پخته به روش آب‌پز یا تنوری                  | ۰٫۳                  |
| شلغم زرد خام                                              | ۰٫۳                  |
| بامیه، پخته به روش آب‌پز                                   | ۰٫۳                  |
| ریواس خام                                                 | ۰٫۳                  |
| کرفس خام                                                  | ۰٫۳                  |
| شلغم زرد، پخته به روش آب‌پز                                | ۰٫۲                  |
| کاهو برگ سبز (green leaf) خام                             | ۰٫۲                  |
| جوانه سویا، پخته به روش بخارپز                            | ۰٫۲                  |
| کنگر فرنگی خام                                            | ۰٫۲                  |
| کنگرفرنگی، پخته به روش آب‌پز                               | ۰٫۲                  |
| کاهو باترهد (butterhead) خام                              | ۰٫۲                  |
| کاهو آیس‌برگ (icebearg) خام                                | ۰٫۲                  |
| کلم ساوی خام                                              | ۰٫۲                  |
| کلم‌پیچ خام                                                | ۰٫۲                  |
| کاهو برگ قرمز (red leaf) خام                              | ۰٫۲                  |
| کلم‌پیچ، پخته به روش آب‌پز                                  | ۰٫۱                  |
| لوبیا لیما، پخته به روش آب‌پز                              | ۰٫۱                  |
| نخود فرنگی سبز، پخته به روش آب‌پز                          | ۰٫۱                  |
| نخود فرنگی سبز خام                                        | ۰٫۱                  |
| کاهوی رومی خام                                            | ۰٫۱                  |
| کدو سبز، پخته به روش آب‌پز با پوست                         | ۰٫۱                  |
| کلم قرمز، پخته به روش آب‌پز                                | ۰٫۱                  |
| کلم قرمز خام                                              | ۰٫۱                  |
| جوانه ماش خام                                             | ۰٫۱                  |
| ذرت شیرین زرد، پخته به روش آب‌پز                           | ۰٫۱                  |
| کلم‌برگ چینی (پاک‌چوی)، پخته به روش آب‌پز                    | ۰٫۱                  |
| کلم‌برگ چینی (پاک‌چوی) خام                                  | ۰٫۱                  |
| سیر خام                                                   | ۰٫۱                  |
| سیب‌زمینی قرمز، پخته به روش تنوری با پوست                  | ۰٫۱                  |
| گل کلم خام                                                | ۰٫۱                  |
| گل کلم، پخته به روش آب‌پز                                  | ۰٫۱                  |
| جوانه ماش، پخته به روش آب‌پز                               | ۰٫۱                  |
| ذرت شیرین زرد خام                                         | ۰٫۱                  |
| سیب‌زمینی، پوست قهوه‌ای (Russet)، پخته به روش تنوری با پوست | ۰٫۱                  |
| چغندر (Beet)، پخته به روش آب‌پز                            | ۰                    |
| سیب‌زمینی بدون پوست، پخته به روش تنوری                     | ۰                    |
| سیب‌زمینی سفید، پخته به روش تنوری با پوست                  | ۰                    |
| شلغم خام                                                  | ۰                    |
| شالت خام                                                  | ۰                    |
| شلغم، پخته به روش آب‌پز                                    | ۰                    |
| جوانه یونجه، خام                                          | ۰                    |
| پیاز خام                                                  | ۰                    |
| پیاز، پخته به روش آب‌پز                                    | ۰                    |
| باقلا، پخته به روش آب‌پز                                   | ۰                    |
| قارچ پورتابلا خام                                         | ۰                    |
| سیب‌زمینی بدون پوست، پخته به روش آب‌پز با پوست              | ۰                    |
| سیب‌زمینی بدون پوست، پخته به روش آب‌پز                      | ۰                    |
| قارچ سفید، پخته به روش آب‌پز                               | ۰                    |
| قارچ سفید خام                                             | ۰                    |
| قارچ سفید، پخته به روش سرخ شده سریع در روغن               | ۰                    |
| قارچ شیتاکه، پخته به روش سرخ شده سریع در روغن             | ۰                    |
| قارچ پورتابلا، پخته به روش کبابی گریل شده                 | ۰                    |
| قارچ صدفی خام                                             | ۰                    |
| قارچ شیتاکه پخته شده                                      | ۰                    |
| تربچه خام                                                 | ۰                    |
| ترب سفید پخته به روش آب‌پز                                 | ۰                    |
| ترب سفید خام                                              | ۰                    |

## نان
| ماده غذایی (۱۰۰ گرم)              | ویتامین ئی (میلی‌گرم) |
| --------------------------------- | -------------------- |
| گندم کامل کارخانه‌ای               | ۲٫۷                  |
| تورتیا گندم کامل                  | ۰٫۹                  |
| سبوس برنج                         | ۰٫۷                  |
| گندم کامل کارخانه‌ای، برشته شده    | ۰٫۶                  |
| جو دوسر، برشته شده                | ۰٫۵                  |
| سبوس جو، برشته شده                | ۰٫۵                  |
| جو دوسر                           | ۰٫۵                  |
| پومپرنیکل، برشته شده              | ۰٫۵                  |
| سبوس جو                           | ۰٫۴                  |
| پومپرنیکل                         | ۰٫۴                  |
| چاودار، برشته شده                 | ۰٫۴                  |
| چاودار                            | ۰٫۳                  |
| بیگل سبوس جو                      | ۰٫۳                  |
| سبوس گندم                         | ۰٫۳                  |
| بیگل دارچین و کشمش                | ۰٫۳                  |
| گندم، برشته شده                   | ۰٫۲                  |
| فرانسوی برشته شده (دارای خمیرترش) | ۰٫۲                  |
| فرانسوی (دارای خمیرترش)           | ۰٫۲                  |
| گندم                              | ۰٫۲                  |

## ادویه
| ماده غذایی (۱۰۰ گرم) | ویتامین ئی (میلی‌گرم) |
| -------------------- | -------------------- |
| فلفل قرمز            | ۲۹٫۸                 |
| پاپریکا              | ۲۹٫۱                 |
| پودر کاری            | ۲۵٫۲                 |
| ریحان، خشک‌شده        | ۱۰٫۷                 |
| جعفری، خشک‌شده        | ۹                    |
| پودر میخک            | ۸٫۸                  |
| آویشن، خشک‌شده        | ۷٫۵                  |
| پودر زردچوبه         | ۴٫۴                  |
| دانه زیره سبز        | ۳٫۳                  |
| دانه زیره سیاه       | ۲٫۵                  |
| پودر دارچین          | ۲٫۳                  |
| مرزنگوش، خشک‌شده      | ۱٫۷                  |
| فلفل سیاه            | ۱                    |
| برگ گشنیز، خشک‌شده    | ۱                    |
| پودر سیر             | ۰٫۷                  |
| پودر جوز هندی        | ۰                    |
| پودر زنجبیل          | ۰                    |